# Wolverine River (Seal River)
Der Wolverine River („wolverine“ ist der englische Name des Vielfraß) ist ein etwa 152 km langer linker Nebenfluss des Seal River im Norden der kanadischen Provinz Manitoba.

## Verlauf
Der Wolverine River entwässert eine seenreiche Tundralandschaft im Norden von Manitoba und im Süden von Nunavut. Der Fluss bildet den Abfluss des Baralzon Lake. Er verlässt diesen an dessen Ostufer, durchfließt die kleineren Seen Phelps Lake und Bulloch Lake, um in das nördliche Ende des Nejanilini Lake zu münden. Diesen entwässert er zum südlich gelegenen Little Duck River. Er setzt seinen Kurs nach Süden fort und durchfließt die Seen MacLeod Lake, Naelin Lake und Birch Canoe Lake. Letzterer besitzt zwei Abflüsse zum südlich verlaufenden Seal River. Der westliche Hauptabfluss mündet etwa 10 km östlich des Shethanei Lake in den Seal River. Der kleinere östliche Abflussarm mündet 15 km abstrom in den Seal River. Größere Zuflüsse im Flusssystem des Wolverine River sind Andrew River und Duffin River.